# Квітень 2019
Квітень 2019 — четвертий місяць 2019 року, що розпочався в понеділок 1 квітня та закінчився у вівторок 30 квітня.

## Події
- 1 квітня
  - Утратив чинність Договір про дружбу, співробітництво і партнерство між Україною і Російською Федерацією[1].
- 3 квітня
  - Президент Алжиру Абделазіз Бутефліка пішов у відставку після 20 років правління країною[2]
- 7 квітня
  - Вибори Президента України 2019: ЦВК офіційно оголосила результати першого туру: Зеленський — 30,24 % голосів, Порошенко — 15,95 %[3].
- 8 квітня
  - Убивство поліцейських у Дніпрі 25 вересня 2016: Кіровський суд м. Дніпра засудив підозрюваного у скоєнні злочині Олександра Пугачова до довічного ув'язнення з конфіскацією майна.[4]
- 10 квітня
  - Астрофізики, що працюють у проекті Event Horizon Telescope, повідомили про отримання першої фотографії чорної діри, що розташовано у центрі галактики М87 на відстані 54 млн світлових років[5].
- 11 квітня
  - У Судані відбувся переворот: військові усунули від влади 75-річного президента Омара аль-Башира, який керував країною майже 30 років[6].
  - Президент України Петро Порошенко підписав указ про призначення 38 суддів Вищого антикорупційного суду України, таким чином сформовано перший його склад[7].
- 13 квітня
  - Василь Ломаченко захистив титули чемпіона світу за версіями WBA Super та WBO в легкій вазі, нокаутувавши британця Ентоні Кроллу[8].
  - Скоєно напад на авто посла України у Великій Британії в Лондоні[9].
- 14 квітня
  - Здійнявся в повітря найбільший у світі літак Scaled Composites Stratolaunch Model 351[10].
  - Відбулись 1000-ні перегони Формули-1 у Китаї. Переможцем став чинний чемпіон світу Льюїс Гамільтон.[11].
- 15 квітня
  - Собор Паризької Богоматері постраждав від сильної пожежі[12].
- 17 квітня
  - Окружний адміністративний суд міста Києва скасував націоналізацію ПриватБанку[13].
- 18 квітня
  - Росія заборонила поставки вугілля, нафти та нафтопродуктів в Україну із 1 червня[14][15].
- 19 квітня
  - Вибори Президента України: відбулися дебати між двома кандидатами на пост президента України, що пройшли до другого туру, Петром Порошенком та Володимиром Зеленським, на стадіоні НСК «Олімпійський».[16]
- 21 квітня
  - Другий тур виборів Президента України: за даними Національного екзит-полу, переміг Володимир Зеленський із результатом 73 % голосів при явці 62,12 %.
  - Більше 250 життів забрали вибухи у церквах та готелях Шрі-Ланки[17].
  - Набув чинності Кодекс України з процедур банкрутства[18].
- 24 квітня
  - Президент РФ Володимир Путін підписав указ про спрощений порядок отримання російського громадянства для жителів окупованих районів Донецької та Луганської областей[19].
- 25 квітня
  - Верховна Рада України прийняла Закон «Про забезпечення функціонування української мови як державної»[20]
  - Верховна Рада України прийняла за основу закон про режим спільного транзиту з ЄС.[21].
- 28 квітня
  - Загальні вибори в Іспанії 2019
- 30 квітня
  - ЦВК оголосила результати другого туру президентських виборів, перемогу отримав Володимир Зеленський із результатом 73 % голосів[22].